# Constantí V de Constantinoble
Constantí V de Constantinoble (en grec Κωνσταντῖνος Ε') va ser Patriarca de Constantinoble des del 14 d'abril del 1897 fins al 9 d'abril del 1901.
Va néixer l'any 1833 al poble de Vessa, a l'illa de Quios. El seu pare era sacerdot i mestre i li va ensenyar les primeres lletres. Va seguir estudiant a l'Escola Teològica de Halki. Quan va ser elegit patriarca de Constantinoble Sofroni III (1863-1866 i 1870-1899) que havia estat metropolità de Quios, el va portar amb ell cap al Patriarcat com a secretari, i el va ordenar diaca l'any 1864. Quan el 1866 Sofroni va deixar el patriarcat, Constantí el va seguir com a secretari privat.
Sofroni el va enviar a Europa per completar els seus estudis, i va anar a Estrasburg, a Suïssa i a Heidelberg. L'any 1872 va ser nomenat secretari del Sant Sínode, i dos anys més tard el van ordenat sacerdot. El 1876 va ser consagrat bisbe i va anar de metropolità a Mitilene a l'illa de Lesbos. L'any 1893 es va fer càrrec de la metròpoli d'Efes. També va ser candidat al tron patriarcal a les eleccions dels anys 1884, 1887 i 1891 i el 2 d'abril de 1897, després de la dimissió d'Àntim VII, va ser elegit patriarca.
Durant el seu patriarcat, va nomenar una comissió per publicar el text original del Nou Testament en la versió oficial del Patriarcat, que es va acabar publicant quan ja havia deixat el tron l'any 1904 pagant-ne ell l'edició. Constantí tenia un interès particular per la música i els sermons de l'Església Ortodoxa temes als que es va dedicar. Un altre fet important va ser el trencament de relacions amb el Patriarcat d'Antioquia, que s'havia acostat a l'Església anglicana.
Durant la Setmana Santa de 1901, quan ja havia fet els seus sermons com a patriarca, un grup de bisbes metropolitans va demanar la seva dimissió. Un portaveu de la Sublim Porta va buscar la reconciliació de les dues faccions enfrontades, però va fracassar. Finalment, el Divendres Sant el sultà va signar un decret que deposava Constantí del patriarcat.
Posteriorment, Constantí es va retirar a Halki (Heybeliada), a les Illes dels Prínceps, on va morir per complicacions de la diabetis que patia el 27 de febrer de 1914.